# Славін Лазар Мойсейович
Ла́зар Мойсе́йович Сла́він (*29 травня (11 червня) 1906, Вітебськ — †30 листопада 1971, Київ) — український радянський археолог, кандидат історичних наук (з 28 червня 1938 року), доцент (з 14 квітня 1956 року) член-кореспондент АН УРСР (з 22 лютого 1939 року).

## Біографія
Народився у Вітебську. У 1928 році закінчив Ленінградський університет. Протягом 1929—1938 років працював в Інституті історії матеріальної культури (згодом Ленінградське відділення Інституту археології АН СРСР). Член ВКП(б) з 1940 року.
З 1939 року працював в Інституті археології АН УРСР (у 1939—1941 і 1944—1945 роках — його директор; у 1946—1949 роках — заступник директора, з 1970 року — завідувач відділу античної археології). Очолював роботу над вивченням пам'яток античного періоду Північного Причорномор'я, одночасно у 1945—1970 роках завідував кафедрою археології та музеєзнавства Київського університету.
У 1938—1971 роках очолював Історико-археологічний заповідник «Ольвія».
Серед учнів Лазаря Славіна — Ніна Лейпунська, Галина Мезенцева тощо.

Могила Лазаря Славіна

Помер 30 листопада 1971 року в Києві. Похований на Байковому кладовищі (ділянка № 21).

## Праці
Праці вченого присвячені головним античним пам'яткам Північного Причорномор'я, зокрема, Ольвії:
- «Ольвія» (1938);
- (рос.)«Древний город Ольвия» (1951);
- (рос.)«Проблеми истории Северного Причерноморья в античную эпоху» (1959);
  - Історія українського мистецтва (видання)
- (рос.)«Здесь был город Ольвия» (1967)

та інші.

## Нагороди
- орден «Знак Пошани».
- У 1977 р. — Державна премія України в галузі науки і техніки (посмертно; за монографію «Археологія Української РСР» в трьох томах, опубліковану в 1971—1975 роках)[2].